# Bayt al-Mal

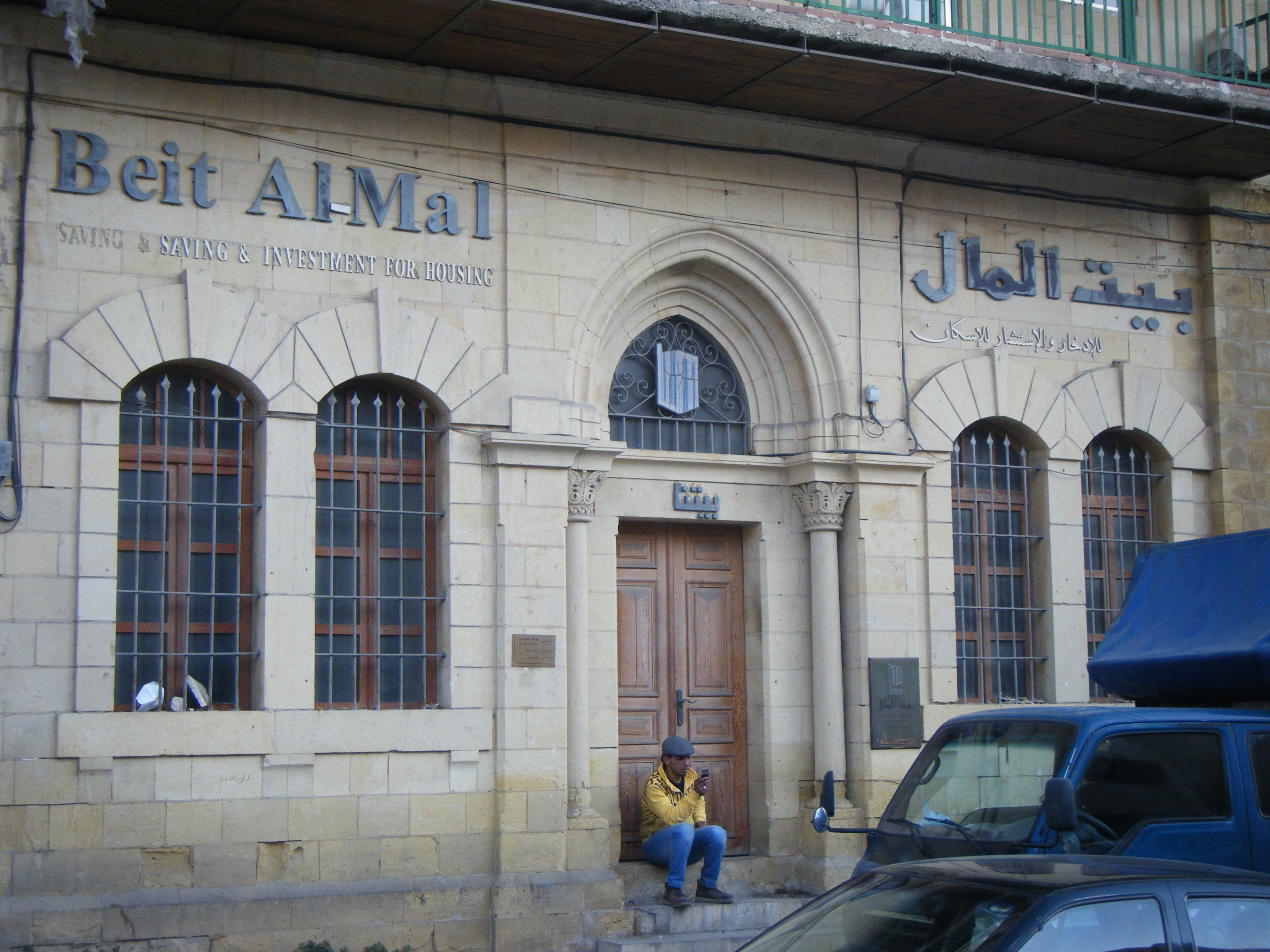
Un Bayt-al Māl in Giordania

Il Bayt al-Māl (in arabo ﺑﻴﺖ ﺍﻟﻤﺎﻝ‎?, "Casa della ricchezza") era l'erario della Umma fin dall'epoca del Califfato dei Rashīdūn.

## Storia
Destinato a sovvenire alle necessità dell'amministrazione, dei meno abbienti, dei pellegrini e di tutto ciò che al Califfo appariva necessario per una sua corretta amministrazione in chiave islamica, esso era alimentato dal kharāj e dalla jizya e fu inizialmente fu collocato all'interno dell'abitazione di ʿOmar ibn al-Khaṭṭāb che lo aveva istituito, e in quella dei suoi successori, fin quando esso trovò  collocazione all'interno della Grande moschea degli Omayyadi all'epoca del Califfo Yazīd II.
In seguito fece parte delle pertinenze califfati assieme alla zecca (Dār al-sikka), ai locali delle guardia personale del califfo, alle armerie e ai laboratori dove si fabbricavano tessuti di pregio e, dall'epoca di Hārūn al-Rashīd, della carta (definiti ṭirāz).